# Bouzes
Bouzes oder Buzes (altgriechisch Βούζης, fl. 528–556) war ein oströmischer General, der während der Herrschaft Justinians (527–565) an den Kriegen gegen die Sassaniden teilnahm.

## Familie
Bouzes war ein gebürtiger Thraker. Er war wahrscheinlich ein Sohn des Rebellen Vitalian. Prokopios von Caesarea (Prokop) nennt Koutzes und Venilus Brüder des Bouzes. Eine nicht namentlich genannte Schwester war die Mutter des Domentiolus.

## Iberischer Krieg

### Schlacht von Mindouos

Karte der Römisch-Persischen Grenze im 6. Jahrhundert

Bouzes wird zuerst im Jahr 528 als dux von Phoenice Libanensis (zusammen mit seinem Bruder Koutzes) genannt. (Ihre Provinz war Teil der größeren Diözese des Ostens und umfasste das Gebiet östlich des Libanongebirges) Bouzes war in Palmyra stationiert, Coutzes in Damaskus. Zu dem Zeitpunkt werden beide Brüder von Prokop als jung beschrieben.
Ihre erste bekannte Mission war es, Belisar im Iberischen Krieg gegen das Sassanidenreich bei Mindouos zu Hilfe zu kommen. Belisar versuchte, an dieser Stelle eine Festung zu errichten.

„Als der Kaiser (Justinian) dies hörte, nämlich das Belisar es mit seiner Armee nicht vermochte, die Perser von diesem Ort zu vertreiben, befahl er eine weitere Armee dorthin, sowie Koutzes und Bouzes, die zu der Zeit die Soldaten im Libanon befehligten. Diese waren zwei Brüder aus Thrakien, beide noch jung und geneigt, den Feind in einen Kampf zu verwickeln. Also marschierten beide Armeen in voller Stärke am Bauplatz auf, die Perser, um den Baufortschritt mit aller Macht zu behindern, die Römer, um die Bauarbeiter zu verteidigen. Es kam zu einer wilden Schlacht, in der die Römer besiegt wurden; und es herrschte ein großes Gemetzel unter ihnen, während einige auch gefangen genommen werden. Unter diesen war auch Koutzes. All diese Gefangenen führten die Perser in ihr Land fort, und, nachdem sie sie gefesselt hatten, hielten sie sie in einer Höhle. Die begonnene Festung wurde, da niemand sie mehr verteidigte, dem Erdboden gleichgemacht.“

### Schlacht bei Dara
Bouzes überlebte die Niederlage. Als Nächstes wird er in der siegreichen Schlacht bei Dara im Juni 530 erwähnt. Er diente dort als Befehlshaber der Kavallerie zusammen mit Pharas dem Heruler. Unter seinen Bediensteten war ein Andreas, der sich am ersten Tag der Schlacht auszeichnete.

### Belagerung von Martyropolis
Im Jahr 531 war Bouzes nicht in der Lage, an der Schlacht von Callinicum (19. April 531) teilzunehmen. Er war in dieser Zeit in Amida stationiert, wo ihn eine Krankheit von Feldzügen abhielt. Zacharias von Mytilene erwähnt, dass Bouzes seinen Neffen Domentiolus beauftragte, eine Armee nach Abhgarsat zu führen. Diese Ortschaft wird nur von Zacharias beschrieben. Die oströmische Armee traf auf die Sassanidische Armee und wurde geschlagen. Domentiolus wurde dabei gefangen genommen und in das Sassanidenreich verschleppt. Im Herbst 532 wurde der so genannte Ewige Friede zwischen den beiden Großmächten geschlossen. Domentiolus wurde „im Zuge eines Gefangenenaustauschs“ freigelassen.
Im September/Oktober 531 waren Kouzes und Bessas gemeinsam Kommandanten der Garnison von Martyropolis. Die Stadt war von einer starken sassanidischen Armee belagert. Der Tod von Kavadh I. bewirkte das vorzeitige Ende der Belagerung. Prokop berichtet: „Und die Perser fielen abermals mit einer großen Armee unter dem Befehl des Chanaranges, des Aspebedes und Mermeroes in Mesopotamia ein. Da niemand sich zutraute, der sassanidischen Armee entgegenzutreten, rastete die Armee und belagerte Martyropolis, wo Bouzes und Bessas als Kommandanten der Garnison stationiert worden waren. Diese Stadt liegt in einem Land, das Sophanene genannt wird, zweihundertvierzig Stadien nördlich der Stadt Amida gelegen; sie liegt direkt am Fluss Nymphius, der das Land der Römer und der Perser teilt. Also begannen die Perser, die Befestigungen anzugreifen, und obwohl die Verteidiger ihnen mannhaft widerstanden, erschien es unwahrscheinlich, dass sie lange aushalten würden. Denn der kreisförmige Wall war an den meisten Stellen leicht zu erstürmen, außerdem hatten die Verteidiger weder ausreichenden Proviant noch Kriegsmaschinen noch sonst etwas, das ihnen hätte von Nutzen sein können.“

## Armenische Revolte
Bouzes taucht 539 in den Quellen wieder auf. Er folgte dem verstorbenen Sittas als Befehlshaber des römischen Armenien nach. Er wurde mit der Bewältigung der armenischen Revolte betraut. Durch sein Bestreben wurde Johannes, ein Abkömmling der armenischen Arsakiden, ermordet. Der Sohn des Johannes, Artabanes, überlebte. „Nach dem Tod des Sittas befahl der Kaiser Bouzes, gegen die Armenier vorzugehen; und dieser sandte ihnen ein Angebot, zu einer friedlichen Übereinkunft zwischen dem Kaiser und allen Armeniern zu gelangen, und bat sie, einige armenische Würdenträger zur Beratschlagung über die Angelegenheit zu entsenden. Weder konnten die Armenier Bouzes trauen, noch wollten sie sich dessen Vorschläge anhören. Aber es gab einen Mann aus dem Geschlecht der Arsakiden, der mit Bouzes befreundet war, ein gewisser Johannes, der Vater des Artabanes, welcher zur Beratschlagung mit seinem Stiefsohn Bassakes und einigen anderen bei Bouzes eintraf; als diese Gesandtschaft dort ihr Lager aufschlug wurde sie von der römischen Armee eingekreist. Bassakes flehte daraufhin seinen Stiefvater an zu fliehen. Weil er ihn aber nicht überzeugen konnte ließ er ihn allein zurück und die Gesandtschaft floh. Bouzes traf Johannes also allein an und erschlug ihn. Danach gab es für die Armenier keine Hoffnung mehr auf Frieden mit den Römern, und weil sie den Kaiser nicht allein im Krieg besiegen konnten, wandten sie sich an den persischen Großkönig.“ Diese Ereignisse führten zu einem neuen Krieg zwischen Persern und Oströmern. Auf diesen war Justinian allerdings schlecht vorbereitet.

## Persische Invasion 540
Anfang 540 ernannte Justinian Belisar und Bouzes gemeinsam zu magistri militum per Orientem; die Teilung des Kommandos war eine ungewöhnliche Entscheidung, die wohl dem Umstand geschuldet war, dass der Kaiser nun den persischen Angriff erwartete. Bouzes sollte das Gebiet zwischen dem Euphrat und der persischen Grenze sichern, also das römische Nordmesopotamien. Belisar war zwar bereits seit einigen Jahren magister militum per Orientem, er war aber in den Gotenkriegen gebunden und befand sich auf der Italienischen Halbinsel. Er konnte das Kommando im Orient daher effektiv nicht vor 541 übernehmen; und dies war wohl der Grund für die kaiserliche Entscheidung: Zwar sollte Belisar formal nicht seines Postens enthoben werden, aber weil er ihn momentan faktisch nicht ausfüllen konnte, übernahm stattdessen Bouzes die Verteidigung des römischen Ostens.
Im Frühling desselben Jahres griffen die Sassaniden tatsächlich oströmisches Gebiet an. Sie umgingen aber zur Überraschung der kaiserlichen Truppen die starken Festungen in Mesopotamien und stießen völlig unerwartet direkt nach Syria und Kilikien vor. Bouzes war zu diesem Zeitpunkt in Hierapolis stationiert. Im Hochsommer eroberten die Sassaniden Sura. Bouzes verließ nun Hierapolis mit seinen besten Truppen und versprach der Stadt, im Falle eines persischen Angriffs zurückzukehren. Aber Prokop beschuldigt Bouzes, einfach verschwunden zu sein, so dass weder die Einwohner von Hierapolis noch die Sassaniden ihn aufspüren konnten. Der Perserkönig Chosrau I. konnte nun ungehindert bis an die Mittelmeerküste vorstoßen und die Großstadt Antiochia am Orontes brandschatzen. Als er sich schließlich mit reicher Beute in sein Reich zurückzog, hatte sich ihm Bouzes kein einziges Mal in den Weg gestellt. Mutmaßlich war er der Ansicht, nicht über genug Truppen für eine Schlacht zu verfügen.
Später im selben Jahr wird Bouzes dann in Edessa, der Hauptstadt der Provinz Osrhoene, erwähnt. Die Einwohner dieser Stadt wollten ein Lösegeld für die sichere Rückkehr der Gefangenen bezahlen, die in Antiochia gemacht worden waren. Bouzes verhinderte dies aber im Auftrag Justinians, da man den Persern nicht noch mehr Geld zukommen lassen wollte.

## Krieg in Lasika
Die persische Invasion von 540 war der Auftakt zu lang andauernden Kämpfen. Während Chosrau I. in Lazika eine neue Front eröffnete, versuchten die Oströmer, in Mesopotamien die Initiative zu ergreifen. Im Jahr 541 war Bouzes einer der zahlreichen Befehlshaber, die sich in Dara mit Belisar versammelten, um über das weitere Vorgehen zu beratschlagen. Er befand sich unter den Befürwortern einer Invasion in persisches Gebiet. Von Bouzes selbst wird im anschließenden Feldzug aber nichts berichtet. Die römische Armee war nicht in der Lage, Nisibis zu erobern, dafür aber die Festung Sisauranon. Im Folgejahr überfiel Chosrau I. abermals oströmisches Gebiet. Bouzes zog sich daraufhin nach Hierapolis zurück. Er und andere appellierten in einem Brief an Belisar, sie dort zu unterstützen. Aber Belisar marschierte stattdessen nach Europos und konnte die Perser durch geschicktes Taktieren dazu bringen, sich kampflos zurückzuziehen.

## Gunstverlust
Im Sommer 542 brach in Konstantinopel die Justinianische Pest aus. Der Kaiser wurde krank, und es gab Diskussionen um seine Nachfolge. Belisarius und Bouzes, die beide weit entfernt im Feld standen, schworen einander, keinen Kandidaten zu unterstützen ohne die Zustimmung des jeweils anderen. Theodora stieß sich angeblich an der leichtfertigen Rede über den Tod ihres Mannes und rief beide in die Hauptstadt zurück. Vermutlich allerdings war es Justinian selbst, der nach seiner Gesundung zornig auf seine Generäle wurde. So wurde Bouzes für zwei Jahre und vier Monate (542–545) in einem Kellerverlies gefangen gehalten, das sich unter den Frauengemächern des Kaiserpalastes befand. Nachdem er freigelassen worden war, berichtet Prokop, dass er zeitlebens nur noch schwache Sehkraft und eine schlechte Gesundheit besaß.

## Spätere Jahre
Im Spätsommer von 548 weihte Germanus, der Vetter Justinians, Bouzes in die Verschwörung des Artabanes ein, die das Ziel hatte, den Kaiser zu ermorden. Die Verschwörung scheiterte, da Germanus sie an den Kaiser verriet.
Im Frühling 549 wurde Bouzes wieder ins Feld geschickt. Er führte (zusammen mit Aratius, Constantianus und Johannes) eine Armee von 10.000 Kavalleristen von Konstantinopel nach Nordwesten, um die Langobarden gegen die Gepiden zu unterstützen. Der Feldzug war aber nur von kurzer Dauer, da beide Parteien nach kurzer Zeit einen Friedensvertrag schlossen. Dies ist die letzte Erwähnung von Bouzes durch Prokop.
Bouzes wird nochmals bei Agathias als einer der Befehlshaber der römischen Armee in Lazika erwähnt. Im Jahr 556 wurde Bouzes dort befohlen, Nesus (eine kleine Insel am Fluss Phasis) zu verteidigen. Danach wird in den Quellen nichts mehr über ihn berichtet.